# Diocesi di Valledupar
La diocesi di Valledupar (in latino: Dioecesis Valleduparensis) è una sede della Chiesa cattolica in Colombia suffraganea dell'arcidiocesi di Barranquilla. Nel 2022 contava 980.000 battezzati su 1.120.000 abitanti. È retta dal vescovo Óscar José Vélez Isaza, C.M.F.

## Territorio
La diocesi è localizzata nel nordest della Colombia e comprende 20 comuni di 2 dipartimenti colombiani:
- i comuni di Curumaní, Chiriguaná, La Jagua de Ibirico, Becerril, El Paso, Agustín Codazzi, Bosconia, El Copey, San Diego, La Paz Robles, Valledupar, Pueblo Bello e Manaure Balcón del Cesar nel dipartimento di Cesar;
- i comuni di La Jagua del Pilar, Urumita, Villanueva, El Molino, San Juan del Cesar, Fonseca e Distracción nel dipartimento di La Guajira.

Sede vescovile è la città di Valledupar, dove si trovano la cattedrale dell'Ecce Homo e l'ex cattedrale di Nostra Signora del Rosario.
Il territorio si estende su una superficie di 26.630 km² ed è suddiviso in 77 parrocchie.

## Storia
Il vicariato apostolico di Valledupar fu eretto il 4 dicembre 1952 con la bolla Gravi illa beati di papa Pio XII, per divisione del vicariato apostolico della Guajira, da cui trasse origine anche al vicariato apostolico di Riohacha (oggi diocesi).
Il 25 aprile 1969 il vicariato apostolico è stato elevato al rango di diocesi con la bolla Qui in beatissimi di papa Paolo VI.
Il 17 gennaio 2006 ha ceduto una porzione del suo territorio a vantaggio dell'erezione della diocesi di El Banco.
Con il decreto Excellentissimus della Congregazione per i vescovi del 4 luglio 2019, la cattedrale diocesana è stata traslata nella chiesa dell'Ecce Homo; il decreto ha avuto effetto a partire dal 24 agosto successivo.

## Cronotassi dei vescovi
Si omettono i periodi di sede vacante non superiori ai 2 anni o non storicamente accertati.
- Vicente Roig y Villalba, O.F.M.Cap. † (4 dicembre 1952 - 5 aprile 1977 deceduto)
- José Agustín Valbuena Jáuregui † (9 settembre 1977 - 10 giugno 2003 ritirato)
- Óscar José Vélez Isaza, C.M.F., dal 10 giugno 2003

## Statistiche
La diocesi nel 2022 su una popolazione di 1.120.000 persone contava 980.000 battezzati, corrispondenti all'87,5% del totale.
| anno | popolazione | popolazione | popolazione | presbiteri | presbiteri | presbiteri | presbiteri                | diaconi | religiosi | religiosi | parrocchie |
| anno | battezzati  | totale      | %           | numero     | secolari   | regolari   | battezzati per presbitero | diaconi | uomini    | donne     | parrocchie |
| ---- | ----------- | ----------- | ----------- | ---------- | ---------- | ---------- | ------------------------- | ------- | --------- | --------- | ---------- |
| 1966 | 248.920     | 253.448     | 98,2        | 27         | 13         | 14         | 9.219                     |         | 6         | 77        | 21         |
| 1970 | 305.480     | 312.145     | 97,9        | 30         | 16         | 14         | 10.182                    |         | 17        | 13        | 20         |
| 1976 | 405.000     | 410.000     | 98,8        | 26         | 15         | 11         | 15.576                    |         | 15        | 86        | 23         |
| 1980 | 450.000     | 456.000     | 98,7        | 33         | 21         | 12         | 13.636                    |         | 15        | 85        | 23         |
| 1990 | 624.000     | 635.000     | 98,3        | 34         | 31         | 3          | 18.352                    |         | 8         | 82        | 23         |
| 1999 | 532.000     | 632.258     | 84,1        | 43         | 38         | 5          | 12.372                    |         | 5         | 97        | 26         |
| 2000 | 530.000     | 640.000     | 82,8        | 47         | 41         | 6          | 11.276                    |         | 6         | 101       | 26         |
| 2001 | 530.000     | 640.000     | 82,8        | 48         | 42         | 6          | 11.041                    |         | 6         | 96        | 26         |
| 2002 | 530.000     | 640.000     | 82,8        | 51         | 45         | 6          | 10.392                    |         | 6         | 95        | 26         |
| 2003 | 530.000     | 650.000     | 81,5        | 50         | 46         | 4          | 10.600                    |         | 4         | 96        | 54         |
| 2004 | 650.000     | 800.000     | 81,3        | 59         | 54         | 5          | 11.016                    |         | 6         | 67        | 55         |
| 2010 | 606.000     | 736.000     | 82,3        | 70         | 64         | 6          | 8.657                     |         | 13        | 73        | 57         |
| 2014 | 835.318     | 959.563     | 87,1        | 76         | 69         | 7          | 10.991                    |         | 14        | 72        | 61         |
| 2017 | 853.867     | 978.718     | 87,2        | 97         | 89         | 8          | 8.802                     |         | 11        | 70        | 73         |
| 2020 | 909.750     | 1.019.900   | 89,2        | 92         | 82         | 10         | 9.888                     |         | 12        | 53        | 74         |
| 2022 | 980.000     | 1.120.000   | 87,5        | 94         | 84         | 10         | 10.425                    | 15      | 10        | 53        | 77         |